# Ігнасіо Хаурегі
Ігнасіо Хаурегі Діас (ісп. Ignacio Jáuregui Díaz, нар. 31 липня 1938, Гвадалахара, Мексика) — мексиканський футболіст та тренер, виступав на позиції захисника.

## Клубна кар'єра
Футбольну кар'єру розпочав 1957 році у команді з рідного міста, «Атлас», якому 1962 року допоміг виграти кубок Мексики. Але в матчі за трофей Чемпіон чемпіонів проти земляків з «Чіваса» не грав, але незважаючи на це «Атлас» впевнено переміг суперника, 2:0.
У 1963 році перебрався в «Монтеррей», кольори якого захищав до завершення кар'єри (наприкінці сезону 1969/70 років).

## Кар'єра в збірній
У футболці національної збірної Мексики дебютував 24 травня 1959 року в переможному (2:1) поєдинку проти збірної Англії. Єдиним голом за національну команду відзначився 3 травня 1965 року в переможному (3:2) поєдинку проти Ямайки. Останній матч у футболці збірної Мексики зіграв 28 травня 1967 року проти СРСР, який завершився перемогою радянської команди з рахунком 2:0.
Учасник чемпіонатів світу з футболу 1962 та 1966 років, на яких загалом провів три поєдинки: у 1962 році виходив на поле в програному (0:1) на останніх хвилинах матчі проти Іспанії та в переможному (3:1) поєдинку проти майбутніх віце-чемпіонів світу, збірної Чехословаччини (перша перемога мексиканців на чемпіонатах світу). У 1966 році виходив на поле в програному (0:2) поєдинку проти господарів турніру, збірної Англії.

## Кар'єра тренера
По завершенні кар'єри гравця розпочав тренерську діяльність. У 1974 році працював головним тренером національної збірної Мексики у трьох поєдинках кваліфікаційного раунду: 31 травня 1974 року проти Бразилії (1:1), а також у двох вересневих (1974) переможних поєдинках проти США (3:1 та 1:0 відповідно).
Протягом 18 років, у період між 1975 та 1993 роком, Хаурегі тренував 9 клубів мексиканського Прімера Дивізіону. Але лише тричі затримувався в команді більше, ніж на один рік: команду рідного міста «Леонес Негрос» (1976–1978), «Коррекамінос» (1989–1991) та найтриваліший період роботи в кар'єрі у клубі «Койотес Неза» протягом майже двох з половиною років (у сезонах 1982/83 та 1983/84 років, а також у першій частині сезону 1984/85 років).
Найбільшого успіху домігся як тренер разом із «Леонесом Негрос», з яким дійшов до фінального матчу сезону 1976/77 років (поразка за сумою двох матчів, 0:0 та 0:1 від «УНАМ Пумас») і, таким чином, став віце-чемпіоном Мексики.
Разом з двома клубами, які він тренував, зазнав невдачі в плей-оф проти «Леонес Негрос»: зі своїм першим клубом «Леон» (у чвертьфіналі сезону 1975/76 років поступився з рахунком 0:5 та 0:1) та в сезоні 1987/88 років з «Толукою» (також у чвертьфіналі з рахунком 0:1 та 0:1).
Останнім клубом у кар'єрі Ігнасіо стала «Пачука», яку він очолював команда у 9-ти останніх турах сезону 1992/93 років. Востаннє на посаді головного тренера працював 1 травня 1993 року на стадіоні Ацтека проти «Крус Азула», в якому його командою поступилася з рахунком 2:4.

## Досягнення

### Як гравця
«Атлас» (Гвадалахара)
- Кубок Мексики
  -  Володар (1): 1961/62

Мексика
- Переможець Чемпіонату націй КОНКАКАФ: 1965

### Як тренера
«Леонес Негрос»
- Прімера Дивізіон Мексики
  -  Срібний призер (1): 1976/77